# Distrito del Sur
O Distrito del Sur ou de Quito' foi uma subdivisão judicial e militar da Grã-Colômbia, que corresponde atualmente aos territórios do Equador, mais a região do Rio Marañón.
Esta entidade foi criada pela lei de 12 de Outubro de 1821, como o Congresso da Colômbia servir os desígnios da Constituição de Cúcuta, decidiu subdividir tribunal e militarmente o país em distritos, a fim de gerenciar um justiça maneira mais eficaz nas diversas áreas do país.
Territorialmente el distrito composta todo o território do que era a antiga Província de Quito, que junto com os distritos de Nova Granada e Venezuela formava todo o território da Grã-Colômbia. O tribunal de justiça de cada uma dessas subdivisões foi composto por nove ministros, sete dos quais eram juízes e dois promotores. A capital do distrito era a atual Quito.

## Divisões administrativas
Quando foi criado pela lei de 12 de Outubro de 1821, o Distrito del Sur compreendia apenas no departamento de Cauca. Mais tarde, a independência do Equador em 1822 e da criação de departamentos de Azuay, e Guayaquil, em 1824, eles foram atribuídos, enquanto Cauca passou o Distrito del Centro.
Ao total, o Distrito del Sur compreendia 3 departamentos:
- Departamento de Azuay. Capital: Cuenca
- Departamento de Quito: Capital: Quito.
- Departamento de Guayaquil: Capital: Guayaquil